# Eva (uva)
La uva eva o beba de Los Santos es una variedad de uva blanca, usada tanto para la producción de vino como uva de mesa. Otros nombres con los que se la conoce son: beba y beba dorada. Tiene racimos de tamaño grande y muy compactos. Las uvas son de tamaño grande, forma redonda y color verde amarillo. Produce vinos frescos y afrutados. Según la Orden/APA/1819/2007, como variedad vinífera aparece autorizada en Extremadura, y como uva de mesa está recomendada para todas las comunidades autónomas españolas. Aparece en la Denominación de Origen Ribera del Guadiana.
Durante los años 1960 y 1970, era una variedad muy demandada en el mercado español para su consumo en fresco, después comenzó su declive en favor de otras variedades más tempranas.
En la actualidad, varias bodegas y cooperativas extremeñas han vuelto a apostar por esta variedad, elaborando monovarietales y hasta vinos ecológico, de más calidad que el vino de mesa primitivo.